# Муспелхайм
Муспелхайм (Múspellsheimr, още Муспел (Múspell); етимологията е неясна) е един от деветте свята в скандинавската митология; огнена страна, царство на огнените великани. Според преданията е изначално съществуваща в първичната бездна Гинунгагап заедно с Нифлхайм — страната на леда и мъглите. Топлината на Муспелхайм разтопява вледените от Нифлхайм води на реките Еливагар и вдъхва живот на топящия се лед, в резултат на което се появява първото същество — великанът-хримтурс Имир. След като боговете аси убиват Имир и създават света от тялото му, те използват искри от Муспелхайм, за да създадат звездите.
Според митовете, когато настъпи Рагнарьок, обитателите на огнената страна („синовете на Муспел“), предвождани от владетелят им — огнения великан Сурт, ще се вдигнат на бой срещу боговете и под техните стъпки ще се разруши дъгата-мост Биврьост.
В някои немски ранносредновековни християнски поеми („Муспили“, „Хелианд“) терминът „Муспел“ се употребява в смисъл на край на света и ден на страшния съд.